# Semnolius
Semnolius is een geslacht van spinnen uit de familie springspinnen (Salticidae).

## Soorten
De volgende soorten zijn bij het geslacht ingedeeld:
- Semnolius albofasciatus Mello-Leitão, 1941
- Semnolius brunneus Mello-Leitão, 1945
- Semnolius chrysotrichus Simon, 1902